# ハワイ・コミュニティーカレッジ

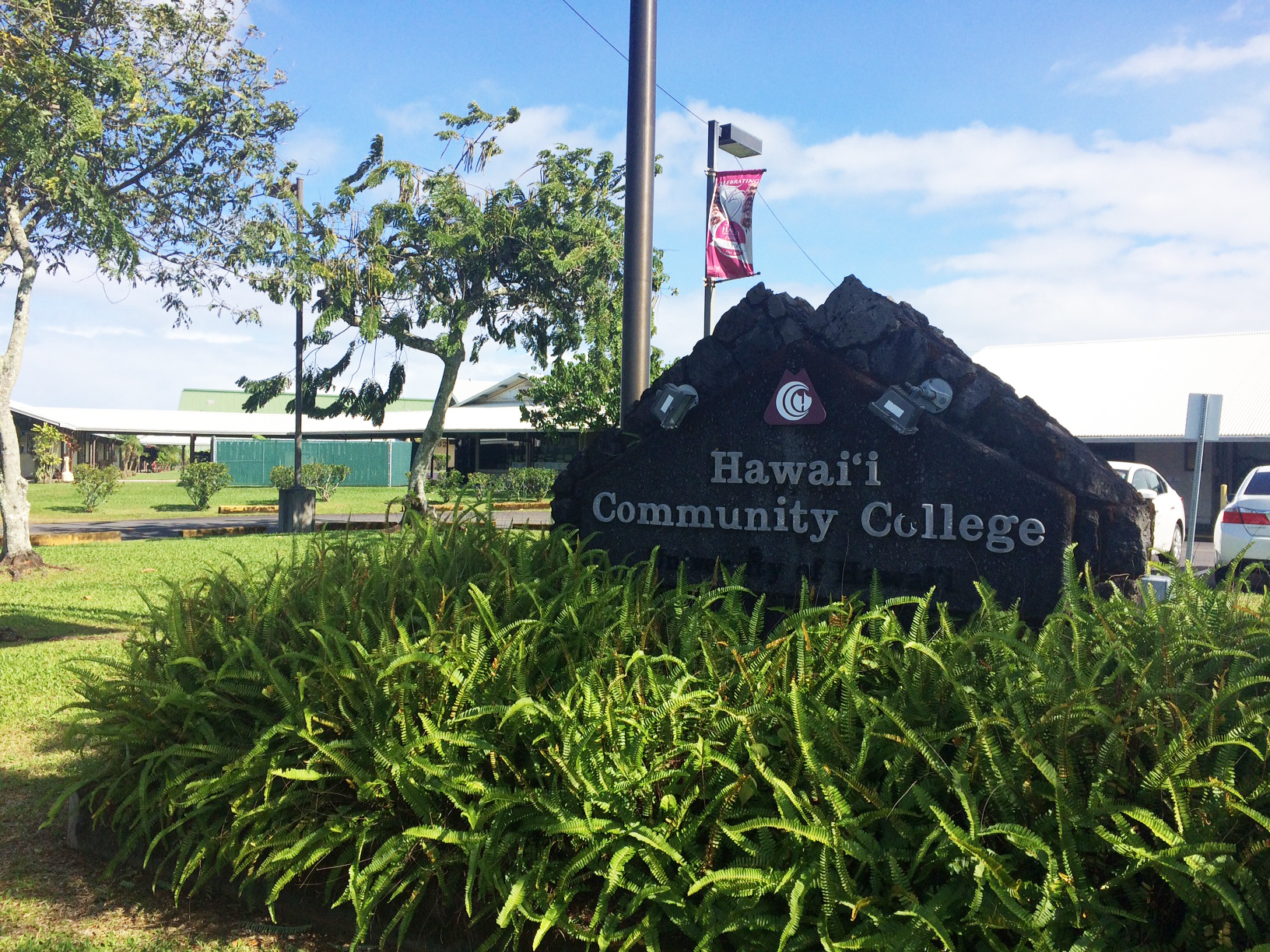
ハワイ・コミュニティーカレッジ・ヒロ校の入り口

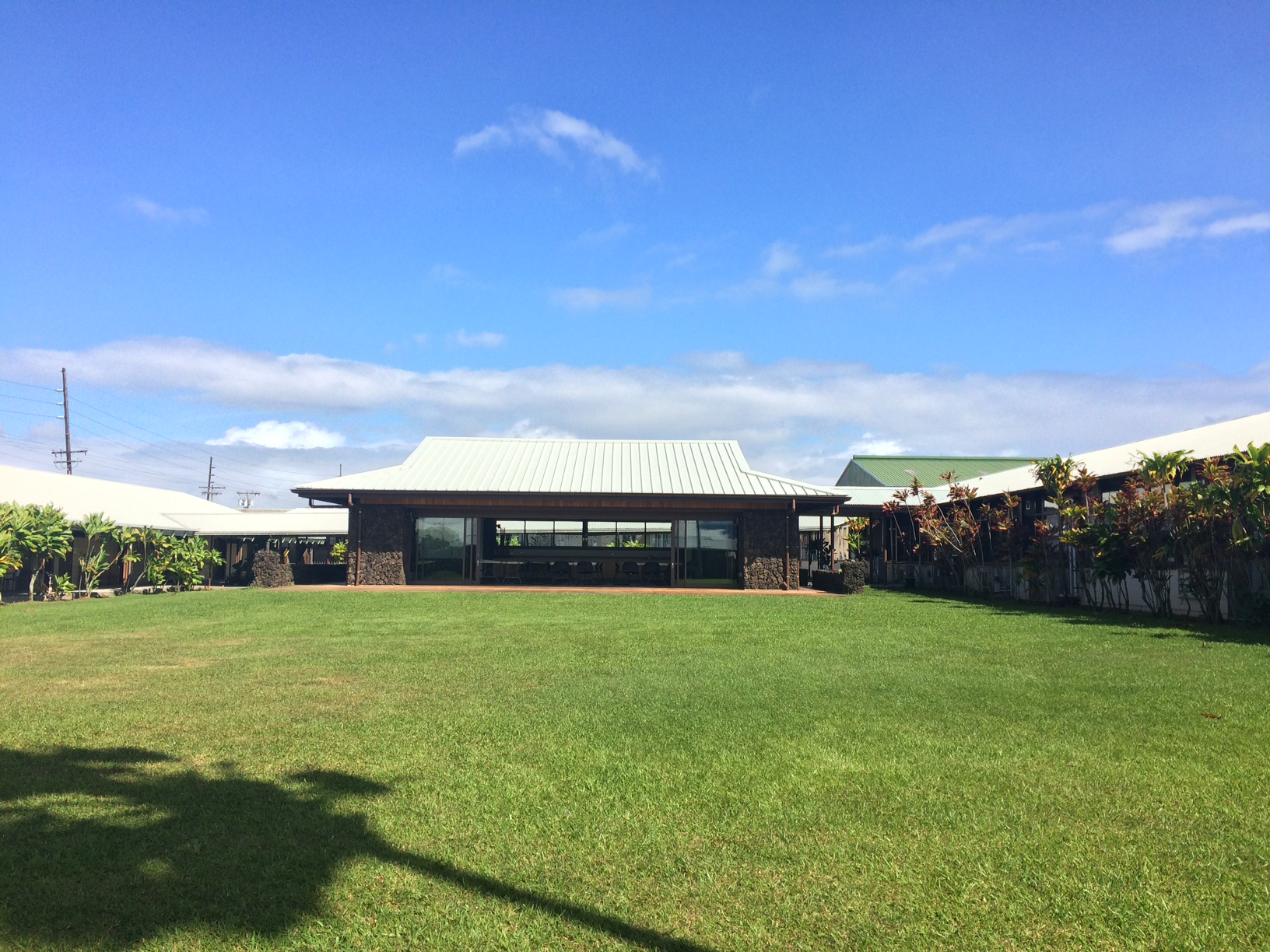
ハワイ・コミュニティーカレッジ・ヒロ校の中庭

ハワイ・コミュニティーカレッジ（英語: Hawaii Community College）はハワイ大学システムに所属するカレッジの１つで、ハワイ島の東（ヒロ）と西（カイルア・コナ）にキャンパスがある。

## ハワイ・コミュニティーカレッジ・ヒロ校
ヒロ校はハワイ島の東側（風上側）のヒロにあり、1941年に職業訓練学校として創立されている。同じキャンパスにあるハワイ大学ヒロ校とも施設を共有しながら、様々な専攻が用意されている。 

## ハワイ・コミュニティーカレッジ・パラマヌイ校

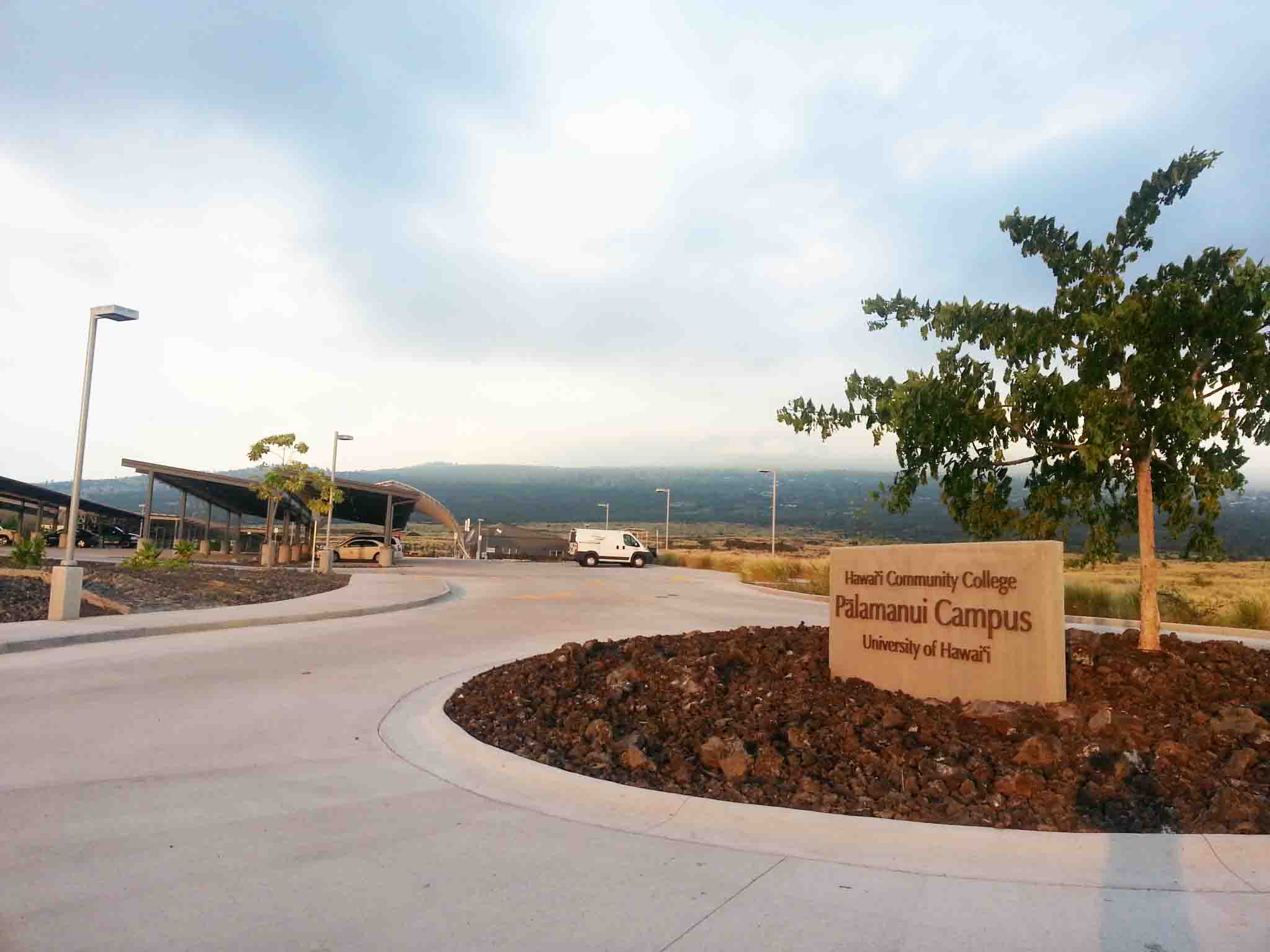
ハワイ・コミュニティーカレッジ・パラマヌイ校（カイルア・コナ）

パラマヌイはハワイ島の西側（風下側）の北コナ地区にある地名で、コナ国際空港やカイルア・コナからも近い。パラマヌイ校は2015年8月に開校されて、料理、看護、リベラル・アーツ、科学などの短期大学士を得ることができる。 

## 参照項目
- ハワイ大学システム
- ハワイ大学ヒロ校
- カピオラニ・コミュニティー・カレッジ